# さかのぼり日本史
さかのぼり日本史（さかのぼり・にほんし）は、NHK教育テレビジョンで、2011年3月29日から、毎週火曜日に放送されていた歴史教養番組。

## 概要
日本の歴史には時代の流れを決定付けた様々な分岐点があり、それについての「なぜ」を時代を過去にさかのぼって、その因果関係を探り、今日の日本に与えた影響を探るという新しいスタイルの教養情報番組である。2011年度は10本（1本につき各4回のため全40回）、2012年度は11本（最終月の2013年3月のみ2本＜前後編×2＞だが、全体の回数は40回のまま）が制作され、8月および1月には既に放送された分のアンコール放送が行われた。
2011年度
シーズン1は日本史そのものにスポットを当てた。第1回（2011年3月29日）放送では、今日（21世紀）の日本の分岐点は1990年代前後の東西冷戦終結と中東湾岸戦争などによる民主政治の台頭が引き金となったと、この回の講師である五百旗頭真（防衛大学校校長）は分析する。近年の日本は中東・東欧の民主化と国際連合が推進する新しい世界秩序を推進しようとした中、外交上の問題、更には世界的な経済不況を抱える「失われた20年」といわれるようになってしまった。ではなぜこの「失われた20年」が起きてしまったかということを1990年代前後にさかのぼって検証し、振り返ってみるというものだった。
2012年度
2012年度のシーズン2では、日本と国外の「対外関係の歴史」を取り上げて、再び現代から1年をかけて時代をさかのぼって検証していく。

## 放送日
解説放送（アナログ・デジタル〈ステレオ2〉とも）がある。
2011年度
毎週火曜 22:00 - 22:25（JST）
- 再放送： 次週火曜日 5:10 - 5:35、13:05 - 13:30

2012年度
毎週火曜 23:00 - 23:25（JST）
- 再放送： 次週火曜日 5:30 - 5:55、12:25 - 12:50

## 講義内容
2011年度
- 2011年 4月 - 「戦後 経済大国の漂流」
- 2011年 5月 - 「昭和 とめられなかった戦争」（2011年8月に再放送）
- 2011年 6月 - 「昭和〜明治 挫折した政党政治」
- 2011年 7月 - 「明治 官僚国家への道」
- 2011年 9月 - 「幕末 危機が生んだ挙国一致」
- 2011年10月 - 「江戸 "天下泰平"の礎」（2012年1月に再放送）
- 2011年11月 - 「戦国 富を制する者が天下を制す」
- 2011年12月 - 「室町・鎌倉 "武士の世"の幕開け」
- 2012年 2月 - 「平安 藤原氏はなぜ権力を持ち続けたのか」
- 2012年 3月 - 「奈良・飛鳥 "都"がつくる古代国家」

2012年度
- 2012年 4月 - 「戦後 アジア"経済外交"の軌跡」
- 2012年 5月 - 「昭和 "外交敗戦"の教訓」（2012年8月に再放送）
- 2012年 6月 - 「大正明治 「一等国」の誕生」
- 2012年 7月 - 「幕末 独立を守った"現実外交"」
- 2012年 9月 - 「江戸 外交としての"鎖国"」
- 2012年10月 - 「戦国 富と野望の外交戦略」
- 2012年11月 - 「室町 "日本国王"と勘合貿易」（2013年1月に再放送）
- 2012年12月 - 「鎌倉 「武家外交」の誕生」
- 2013年 2月 - 「平安〜奈良後期 外交から貿易への大転換」
- 2013年 3月 - 「飛鳥 アジアの中の古代日本」（前半2回）、「こうしてクニが生まれた」（後半2回）

## 出演者

### キャスター（進行・ナレーション）
- 石澤典夫（NHKアナウンサー）

### 語り手（講師）
2011年度
- 2011年 4月 - 五百旗頭真（防衛大学校校長）
- 2011年 5月 - 加藤陽子（東京大学大学院教授）
- 2011年 6月 - 御厨貴（東京大学教授・政治評論家）
- 2011年 7月 - 佐々木克（京都大学教授）
- 2011年 9月 - 三谷博（東京大学大学院教授）
- 2011年10月 - 磯田道史（茨城大学准教授）
- 2011年11月 - 小和田哲男（静岡大学名誉教授）
- 2011年12月 - 本郷和人（東京大学史料編纂所准教授）
- 2012年 2月 - 朧谷寿（同志社女子大学名誉教授）
- 2012年 3月 - 仁藤敦史（国立歴史民俗博物館研究部教授・総合研究大学院大学文化科学研究科教授）

2012年度
- 2012年 4月 - 井上寿一（学習院大学教授）
- 2012年 5月 - 服部龍二（中央大学総合政策学部教授）
- 2012年 6月 - 北岡伸一（政策研究大学院大学教授）
- 2012年 7月 - 犬塚孝明（鹿児島純心女子大学教授）
- 2012年 9月 - 山本博文（東京大学史料編纂所教授）
- 2012年10月 - 村井章介（東京大学大学院教授）
- 2012年11月 - 橋本雄（北海道大学准教授）
- 2012年12月 - 石井正敏（中央大学教授）
- 2013年 2月 - 山内晋次（神戸女子大学教授）
- 2013年 3月 - 加藤謙吉（中央大学・成城大学・早稲田大学兼任講師 / 第1・2回）・仁藤敦史（国立歴史民俗博物館研究部教授 / 第3回）・設楽博己（東京大学大学院教授 / 第4回）

## テーマ音楽
- 作詞・作曲 横山克

## 書籍
- NHK出版より発売。ただし番組連動型のテキストという形ではなく、放送から2-3ヶ月程度経過してから、書籍という形で発売している。
事後テキスト・書籍はニュースで英会話でも行っている。